# Lycée polyvalent Jules Garnier
Das Lycée polyvalent Jules Garnier ist eine allgemeinbildende und berufsbildende weiterführende öffentliche Schule mit Internat in Nouméa in Neukaledonien. Der 19 ha große Campus befindet sich nahe der Universität Neukaledonien auf der Halbinsel Nouville und umfasst rund zwei Dutzend Gebäude. Sie nimmt Schüler des gesamten Territoriums einschließlich der Loyalitätsinseln sowie vom  französischen Überseegebiet Wallis und Futuna und dem Nachbarstaat Vanuatu auf.
Es bietet u. a. Kurse für die höhere Technikerausbildung (sections de techniciens supérieurs – STS) sowie Vorbereitungskurse für die Grandes Écoles (CPGE) an. Im Schuljahr 2024 bestanden 100 % der daran teilnehmenden Schüler des Lycées diese Vorbereitungskurse. Auch in den sportlichen Leistungen sticht es hervor. Bei den französischen Schulsportwettbewerben der UNSS (Union nationale du sport scolaire) gewannen dessen Schulmannschaften allein bis 2017 44-mal den nationalen Meistertitel.   Die Schule bezeichnet sich selbst stolz als „nicht nur ein, sondern das Lycée von Neukaledonien“.
Die 1968 gegründete Bildungseinrichtung wird seit Mitte 2023 für über 700 Millionen CFP-Francs renoviert. Das auf dem Campus befindliche Internat beherbergt rund 300 Schüler. Das Lycée wurde nach dem französischen Ingenieur Jules Garnier benannt.
Im Jahr 2022 bekam die Schule von der Regierung Neukaledoniens den Auftrag, einen Hygiene-Artikel-Automaten zur kostenlosen Verteilung von Tampons mittels eines Jetons zu entwickeln. Er wurde von den Schülern schließlich im Juni 2025 vorgestellt und daraufhin von zunächst zehn Schulen bestellt. Das Projekt wurde vom Staat mit einer Million CFP-Francs gefördert.

## Unterrichtsfächer
Neben den üblichen in Frankreich unterrichteten Fächern ist das Fremdsprachenangebot auf die geographische Region ausgerichtet. Es umfasst daher neben Englisch und Spanisch auch Japanisch sowie die Umgangssprachen der Inseln Maré und Lifou Nengone bzw. Drehu.

## Uniform
Seit dem 4. August 2025 besteht die Pflicht zum Tragen einer Schuluniform, wie es bereits in zahlreichen anderen Sekundarschulen in Neukaledonien üblich ist. Sie diene zum besseren Schutz vor schulfremden Personen, die auf das Schulgelände eindringen und Schüler bedrohen. Für wirtschaftlich schwache Familien gibt es eine finanzielle Unterstützung. Dennoch gab es dagegen bei der Einführung von vielen Schülern und Eltern Widerstand.